# Хебреји
Хебреји (хебр. עברים или עבריים јесте термин који се јавља 34 пута у 32 стиха Танаха. Иако термин није био етноним, углавном се узима као синоним за Израелите које говоре семитски, нарочито оне у предмонархијском раздобљу који су тада били номади. Међутим, у неким случајевима може користити и у ширем контексту, када се односи на Феничане или неке друге древне скупине, као што је скупина позната као Шасу из раздобља пред крај бронзаног доба.
За вријеме Римског царства, грчко Ἑβραίους се могло односити уопштено на Јевреје, јер Стронгов Хебрејски рјечник ријеч описује као „било коју јеврејску или израелитску нацију” и у то вријеме односи се на Јевреје који су живјели у Јудеји. У раном хришћанству, грчки термин Ἑβραίους односи се на јеврејске хришћане као супротност нијежним хришћанима или јудаизима. Ἰουδαία је покрајина у којој се налазио Храм.
Са оживљењем хебрејског језика и са појавом хебрејског Јишува, термин се почео користи за цио јеврејски народ који се поново окупљао у Израелу.